# Cerros del Chapá
Los cerros del Chapá son un conjunto orográfico perteneciente al sistema de Misiones. Se ubican en el nordeste argentino.

## Generalidades
Estos cerros se ubican en el nordeste de la Argentina, en el sector centro-sur de la provincia de Misiones, situada en el norte de la región mesopotámica de dicho país. Posee un recorrido general oeste-este, atravesando mayormente el sur del departamento San Ignacio y el norte del de Oberá, cubriendo también un sector del oeste del departamento General Manuel Belgrano y el extremo nororiental del departamento Cainguás.
Presentan generalmente la forma de un lomo abovedado, constituida por eminencias redondeadas con cumbres achatadas o mesetiformes. La divisoria de aguas no está definida por crestas netas, sino que se presenta entre lomadas suaves, y desde allí se desprenden a ambos lados torrentes y arroyos que en razón de la resistencia dureza de las rocas de origen basáltico o de areniscas mesozoicas endurecidas, descienden mediante una sucesión de saltos, correderas, cascadas, rápidos, formando en algunos casos cañadones o pequeñas gargantas, con abruptas y verticales paredes de acantilados. Solo en algunos sectores los valles fluviales, al ensancharse y ahondarse, generaron un paisaje de aspecto más montañoso, con perfiles elevados y abruptos.
Los cerros del Chapá son cortados por la ruta provincial Nº 6 (asfaltada) la que une las ciudades de Corpus y Gobernador Roca con Campo Viera.
El punto culminante es el cerro Chapá, de 423 m s. n. m.. Estos cerros están situados de manera intermedia entre la sierra del Imán o Itacuara —que corre por el sur—, la sierra de Misiones o Central —que corre por el nordeste— y el sistema de los peñones (de 120 y 216 m s. n. m.) que caen a pique sobre las aguas del Paraná en el parque provincial Teyú Cuaré, los que constituyen una tímida avanzada en territorio argentino de la paraguaya sierra de Amambay.
Hidrografía
Estos cerros se encuentran en la divisoria de aguas provincial. El exceso de escorrentía del faldeo occidental de estos cerros nutre al río Alto Paraná principalmente a través de la cuenca del arroyo Yabebiry, con los arroyos Grande, Encantado, Manuel, Chapá, de las Antas, Bugre, Bonito, etc.
Por las laderas que miran al sur y al este descienden arroyos que fluyen hacia el arroyo Acaraguá (también llamado Calaguala o Barra Bonita), un tributario del alto río Uruguay al que transporta los aportes de numerosos arroyos: el del Medio, el de La Cruz, el Yazá, el Acaraguá Chico, etc.

## Características bióticas y abióticas
Fitogeografía
Fitogeográficamente las selvas que originalmente los cubrían eran adscriptas al distrito fitogeográfico de las selvas mixtas de la provincia fitogeográfica paranaense. Si bien hoy están en la zona bastante destruidas, sus dominantes eran el laurel negro (Nectandra megapotamica), el guatambú blanco (Balfourodendron riedelianum), el anchico colorado (Parapiptadenia rigida), el cedro misionero (Cedrela fissilis), el lapacho negro (Handroanthus heptaphyllus), el timbó colorado (Enterolobium contortisiliquum), el yvyrá-pytá (Peltophorum dubium), el incienso (Myrocarpus frondosus), el rabo molle (Lonchocarpus muehlbergianus), el alecrín (Holocalyx balansae), el ybirá-peré o grapia (Apuleia leiocarpa), la cancharana (Cabralea oblongifoliola), etc., con algunas ingresiones septentrionales del distrito fitogeográfico de los campos y malezales.
Ecorregiones
Ecorregionalmente su superficie emergida pertenece a la ecorregión terrestre selva Paranaense, influenciada en algunos sectores por la de los campos y malezales.
Los arroyos que bajan de sus laderas occidentales se incluyen en la ecorregión de agua dulce Paraná inferior, mientras que descienden por los faldeos que miran al sur y este pertenecen a la del Uruguay inferior.
Clima
Solo en el pedemonte más occidental se encuentra el clima semitropical húmedo. Allí hiela suavemente y solo en pleno invierno austral, aunque al ascender por las laderas de la sierra, en razón del drenaje del aire frío nocturno, se encuentran algunas micro exposiciones que suelen estar casi libres de heladas, al igual que ocurre con las franjas que bordean a los arroyos gracias a las neblinas nocturnas y a la acción morigeradora de las aguas. A mayor altitud y en el resto de los cerros el clima finalmente pasa a subtropical marítimo. En este las heladas son algo más intensas.
Los vientos procedentes del Atlántico provocan lluvias repartidas en todo el año, acumulando alrededor de 1750 mm anuales, con una humedad relativa superior al 75 %.

## Origen geológico, morfología y suelos
Geológicamente los cerros del Chapá son parte integrante del macizo de Brasilia. Su origen no es consecuencia de un plegamiento sino por fracturas tectónicas del sustrato rocoso de naturaleza volcánico, originadas por el efecto combinado del enfriamiento de las lavas basálticas y el levantamiento epirogénico de toda la región.
Estos extensos afloramientos de rocas volcánicas del tipo de derrames (coladas lávicas) de meláfiro de la formación Serra Geral y basaltos tholeíticos, los que reiteradamente hicieron efusión en la superficie terrestre durante el período Cretácico inferior y medio, desde los 165 millones de años hasta los 130 a 140 Ma. En cada gran erupción el escape magmático cubría las arenas depositadas en los largos intervalos entre erupciones, conocidas como formación de San Bento. De esta manera se formaron dos tipos de rocas características: las areniscas de cuarzo metamórficas y las rocas basálticas.
La estructura petrográfica de las lavas y su composición química las divide en 3 tipos: andesitas, basaltos y olivinbasaltos. Al enfriarse la lava volcánica, en algunos sectores quedaron, dentro de cavidades amigdaloides en el interior del basalto, acumulaciones de gran cantidad de “vidrio volcánico”, las que terminaron por formar cristales, ópalo, hematita, calcedonia, calcita y cuarzo.
Las coladas basálticas suelen presentarse intercaladas con aeolianitas ortocuarcíticas supermaduras, adecuadamente estratificadas, las que poseen un origen ligado al gran paleo-desierto continental de Botucatú. También pueden intercalarse capas de areniscas supermaduras cuarcíticas, las infrayacentes muestran metamorfismo de contacto térmico lo que las transformó en ortocuarcíticas metamórficas de gran resistencia.
El manto efusivo que a partir del Terciario sufrió un levantamiento general, fue luego labrado por una prolongada acción erosiva eólica e hídrica, generando valles profundos e interfluvios colinados con laderas de pendientes pronunciadas y cumbres mamelonadas. 
Suelos
Presenta suelos del Complejo 6, los “suelos pedregosos”; en general son poco evolucionados, jóvenes, originados por la alteración y fracturación del meláfiro, permeables, fértiles, ácidos. De este complejo, ocurre una fase 6A, los suelos denominados localmente “toscos”, los que se extienden por el pedemonte, de horizonte plano o escasamente inclinado, con poco peligro de erosión. Forman un manto de textura gruesa, profunda y fértil, con buena penetración del agua de lluvia. Estos suelos "lateríticos" poseen coloración rojiza o marrón-rojiza a causa de la meteorización de los minerales ferromagnesianos y algunos feldespatos favorecida por el clima cálido y húmedo, factores que con el resultante proceso de lixiviación ha facilitado el lavado de las bases, dando una elevada proporción de arcillas ricas en óxido de hierro y aluminio.
La fase 6B, en cambio, se encuentra en laderas con pendientes de fuerte inclinación y alto riesgo de erosión. Son poco o muy poco profundos, escasamente evolucionados, y en ellos la rocosidad y pedregosidad aflorante es abundante, La escasez de suelos mecanizables restringe la potencialidad agrícola de estas tierras.